# Хуан II Кастилски
Хуан II Кастилски (на испански: Juan II de Castilla; * 6 март 1405, Торо; † 20 юли 1454, Валядолид) e крал на Кастилия и Леон от 1406 до 1454 г. Четвърти крал от династията Трастамара.

## Произход и регентство
Роден е в Кралския манастир в Торо, провинция Самора на 6 март 1405 г. Син е на Енрике III Кастилски и Катрин Ланкастърска. Година по-късно баща му умира и Хуан става невръстен крал с регенти майка му и чичо му по бащина линия Фернандо де Антекера.
По време на управлението му се водят войни с Емирство Гранада (1410 г.) и Португалия (1411 г.). През 1412 г. с Договора от Каспе майка му и чичо му разделят кралството, като чичо му се отделя в Арагон и управлява като Фернандо I Арагонски. Катрин Ланкастърска остава единствен регент на Хуан II Кастилски, заедно с оставените от чичо му съветници, известни като Арагонските инфанти.

## Управление
Катрин Ланкастърска умира през 1418 г. През март 1419 г. в Мадрид Хуан II Кастилски официално е коронясан за крал, тъй като е навършил пълнолетие (14 г.).
По това време младият крал разчита изцяло на своя фаворит Алваро де Луна за управлението на страната, което предизвиква брожение сред висшата аристокрация и Арагонските инфанти. Напрежението между двете кралства прераства във война между Кастилия и Арагон (1429 – 1430), завършила с победа на Алваро де Луна и изгонването на инфантите.

### Репресии срещу евреите
Хуан II Кастилски въвежда т.нар. Валядолидски закони, с които налага сериозни репресии срещу евреите (задължение да носят опознавателни дрехи, забрана да заемат административни длъжности и др.).

### Смърт
Хуан II Кастилски умира през 1454 г. близо до Валядолид. Наследен е от сина си от първия брак Енрике IV Кастилски.
Въпреки дългото си управление, остава в история като един от най-слабите управници, без никакъв интерес към държавните дела за сметка на развлечения като лов, турнири и писане на стихове.

## Бракове и потомци
Първи брак: през 1420 година с първата си братовчедка Мария Арагонска († 1445), дъщеря на чичо му Фердинанд I и на съпругата му Елеонора д’Албуркерке; те имат децата:
- Каталина (* 1422; † 1424)
- Леонор (* 1423; † 1425)
- Енрике IV (* 1425; † 1474) – крал на Кастилия
- Мария (* 1428; † 1429)

Втори брак: през 1447 година с Изабела Португалска (* 1428; † 1496); те имат децата:
- Изабела Кастилска (* 1451; † 1504) – бъдещата обединителка на Испания и благодетелка на Христофор Колумб
- Алфонсо (* 1453; † 1468)